# Seznam dílů seriálu Penny z M.A.R.Su
Toto je seznam dílů seriálu Penny z M.A.R.Su. Italský anglicky mluvící rodinný televizní seriál Penny z M.A.R.Su měl v Itálii premiéru 7. května 2018 na stanici Disney Channel. V Česku měl premiéru 4. února 2019 na Disney Channel. Jde o spin-off italského seriálu Alex & spol.

## Přehled řad
| Řada | Díly | Premiéra v Itálii | Premiéra v Itálii | Premiéra v ČR | Premiéra v ČR  |
| Řada | Díly | První díl         | Poslední díl      | První díl     | Poslední díl   |
| ---- | ---- | ----------------- | ----------------- | ------------- | -------------- |
| 1    | 16   | 7. května 2018    | 25. května 2018   | 4. února 2019 | 28. února 2019 |
| 2    | 10   | 8. dubna 2019     | 19. dubna 2019    | 23. září 2019 | 4. října 2019  |
| 3    | 13   | 3. července 2020  | 3. července 2020  | 5. října 2020 | 21. října 2020 |

## Přehled dílů

### První řada (2018)
| Č. v seriálu | Č. v řadě | Původní název           | Český název              | Režie         | Scénář | Premiéra v Itálii | Premiéra v ČR                                |
| ------------ | --------- | ----------------------- | ------------------------ | ------------- | --- | ----------------- | -------------------------------------------- |
| 1–2          | 12        | Penny's New Life        | Nový život               | Claudio Norza | Giacomo Berdini, Laura Grimaldi, Fabrizio Lucherini, Ruggero Melis, Angelo Pastore, Mara Perbellini, Lorenzo Righi, Adriano Roncari a Beatrice Valsecchi                    | 7. května 2018    | 4. února 2019 (část 1)5. února 2019 (část 2) |
| 3            | 3         | Sebastian at M.A.R.S.   | Sebastian                | Claudio Norza | Giacomo Berdini, Laura Grimaldi, Fabrizio Lucherini, Ruggero Melis, Angelo Pastore, Mara Perbellini, Lorenzo Righi, Adriano Roncari a Beatrice Valsecchi                    | 8. května 2018    | 6. února 2019                                |
| 4            | 4         | Friend in Need          | Přítel v nouzi           | Claudio Norza | Giacomo Berdini, Laura Grimaldi, Fabrizio Lucherini, Ruggero Melis, Angelo Pastore, Mara Perbellini, Lorenzo Righi, Adriano Roncari a Beatrice Valsecchi                    | 9. května 2018    | 7. února 2019                                |
| 5            | 5         | Parent's Open Day       | Rodičovský den           | Claudio Norza | Giacomo Berdini, Franco Fraternale, Laura Grimaldi, Fabrizio Lucherini, Ruggero Melis, Angelo Pastore, Mara Perbellini, Lorenzo Righi, Adriano Roncari a Beatrice Valsecchi | 10. května 2018   | 11. února 2019                               |
| 6            | 6         | The Payback             | Odplata                  | Claudio Norza | Giacomo Berdini, Franco Fraternale, Laura Grimaldi, Fabrizio Lucherini, Ruggero Melis, Angelo Pastore, Mara Perbellini, Lorenzo Righi, Adriano Roncari a Beatrice Valsecchi | 11. května 2018   | 12. února 2019                               |
| 7            | 7         | Nobody's Perfect Indeed | Fakt nikdo není dokonalý | Claudio Norza | Giacomo Berdini, Franco Fraternale, Laura Grimaldi, Fabrizio Lucherini, Ruggero Melis, Angelo Pastore, Mara Perbellini, Lorenzo Righi, Adriano Roncari a Beatrice Valsecchi | 14. května 2018   | 13. února 2019                               |
| 8            | 8         | Just Acting             | Jen jako                 | Claudio Norza | Giacomo Berdini, Franco Fraternale, Laura Grimaldi, Fabrizio Lucherini, Ruggero Melis, Angelo Pastore, Mara Perbellini, Lorenzo Righi, Adriano Roncari a Beatrice Valsecchi | 15. května 2018   | 14. února 2019                               |
| 9            | 9         | Your Father is Here     | Tvůj otec byl hrdina     | Claudio Norza | Franco Fraternale, Fabrizio Lucherini a Beatrice Valsecchi | 16. května 2018   | 18. února 2019                               |
| 10           | 10        | The Audition            | Konkurz                  | Claudio Norza | Fabrizio Lucherini, Mara Perbellini a Beatrice Valsecchi | 17. května 2018   | 19. února 2019                               |
| 11           | 11        | Feelings For You        | Láska a přátelství       | Claudio Norza | Fabrizio Lucherini, Adriano Roncari a Beatrice Valsecchi | 18. května 2018   | 20. února 2019                               |
| 12           | 12        | Enemy Countries         | Znepřátelená země        | Claudio Norza | Fabrizio Lucherini, Lorenzo Righi a Beatrice Valsecchi | 21. května 2018   | 21. února 2019                               |
| 13           | 13        | The Gig                 | Vystoupení               | Claudio Norza | Fabrizio Lucherini, Lorenzo Righi a Beatrice Valsecchi | 22. května 2018   | 25. února 2019                               |
| 14           | 14        | The Protest             | Protest                  | Claudio Norza | Fabrizio Lucherini, Ruggero Melis a Beatrice Valsecchi | 23. května 2018   | 26. února 2019                               |
| 15           | 15        | The Charm               | Talisman                 | Claudio Norza | Fabrizio Lucherini, Angelo Pastore a Beatrice Valsecchi | 24. května 2018   | 27. února 2019                               |
| 16           | 16        | The Big One             | Závěrečná                | Claudio Norza | Fabrizio Lucherini, Mara Perbellini a Beatrice Valsecchi | 25. května 2018   | 28. února 2019                               |

### Druhá řada (2019)
| Č. v seriálu | Č. v řadě | Původní název       | Český název         | Režie         | Scénář               | Premiéra v Itálii | Premiéra v ČR |
| ------------ | --------- | ------------------- | ------------------- | ------------- | -------------------- | ----------------- | ------------- |
| 17           | 1         | A New Friend        | Nový přítel         | Claudio Norza | Mara Perbellini      | 8. dubna 2019     | 23. září 2019 |
| 18           | 2         | Tom's Real Identity | Kdo je vlastně Tom? | Claudio Norza | Mara Perbellini      | 9. dubna 2019     | 24. září 2019 |
| 19           | 3         | Mom, Meet Dad       | Mami, to je táta    | Claudio Norza | Luisa Cotta Ramosino | 10. dubna 2019    | 25. září 2019 |
| 20           | 4         | The Unexpected Kiss | Nečekaný polibek    | Claudio Norza | Luisa Cotta Ramosino | 11. dubna 2019    | 26. září 2019 |
| 21           | 5         | The Proof           | Důkaz               | Claudio Norza | Ilenia Provenzi      | 12. dubna 2019    | 27. září 2019 |
| 22           | 6         | The Mural           | Nápis               | Don Scardino  | Ilenia Provenzi      | 15. dubna 2019    | 30. září 2019 |
| 23           | 7         | Birthday Party      | Narozeninová oslava | Claudio Norza | Amanda Devine        | 16. dubna 2019    | 1. října 2019 |
| 24           | 8         | Pete's Song         | Písnička pro Peta   | Claudio Norza | Amanda Devine        | 17. dubna 2019    | 2. října 2019 |
| 25           | 9         | The Trap            | Past                | Claudio Norza | Luisa Cotta Ramosino | 18. dubna 2019    | 3. října 2019 |
| 26           | 10        | The 2-Good          | Dvojika             | Claudio Norza | Mara Perbellini      | 19. dubna 2019    | 4. října 2019 |

### Třetí řada (2020)
| Č. v seriálu | Č. v řadě | Původní název                   | Český název               | Režie         | Scénář               | Premiéra v Itálii | Premiéra v ČR  |
| ------------ | --------- | ------------------------------- | ------------------------- | ------------- | -------------------- | ----------------- | -------------- |
| 27           | 1         | The Other Side Of The World     | Na druhé straně světa     | Claudio Norza | Mara Perbellini      | 3. července 2020  | 5. října 2020  |
| 28           | 2         | The Ugly Duckling               | Ošklivé kačátko           | Claudio Norza | Mara Perbellini      | 3. července 2020  | 6. října 2020  |
| 29           | 3         | Welcome Back, Mum               | Vítej zpátky, mami        | Claudio Norza | Luisa Cotta Ramosino | 3. července 2020  | 7. října 2020  |
| 30           | 4         | An Unwelcome Surprise           | Nepříjemné Překvapení     | Claudio Norza | Luisa Cotta Ramosino | 3. července 2020  | 8. října 2020  |
| 31           | 5         | The Talent Show!                | Talent!                   | Claudio Norza | Ilenia Provenzi      | 3. července 2020  | 9. října 2020  |
| 32           | 6         | Just Friends?                   | Jen kamarádi?             | Claudio Norza | —                    | 3. července 2020  | 12. října 2020 |
| 33           | 7         | Prima Ballerina                 | Prima Balerina            | Claudio Norza | —                    | 3. července 2020  | 13. října 2020 |
| 34           | 8         | Unexpected Guests               | Nečekaní Hosté            | Claudio Norza | —                    | 3. července 2020  | 14. října 2020 |
| 35           | 9         | Rumours                         | Pomluvy                   | Claudio Norza | —                    | 3. července 2020  | 15. října 2020 |
| 36           | 10        | Let's Get Pete!                 | Jdem si pro Peta!         | Claudio Norza | —                    | 3. července 2020  | 16. října 2020 |
| 37           | 11        | Who Will Make It To The Finals? | Kdo se dostane do finále? | Claudio Norza | —                    | 3. července 2020  | 19. října 2020 |
| 38           | 12        | The M.A.R.S.ical                | M.A.R.S.ikal              | Claudio Norza | —                    | 3. července 2020  | 20. října 2020 |
| 39           | 13        | The Finals                      | Finále                    | Claudio Norza | —                    | 3. července 2020  | 21. října 2020 |